# 吉·哲塔七世
室利吉哲塔二世（Srey Chey Chetta II，一译“斯雷杰杰塔二世”，1709年—1755年），又名吉·哲塔七世（Chey Chettha VII）或吉·哲塔五世（Chey Chettha V），柬埔寨国王，1749年至1755年在位。本名安斯農（Ang Snguon），越南史料稱之為匿螉原 (汉越音 ： Nặc Ong Nguyên)。
1739年，托摩列谢三世出兵企图收复河仙，但被鄚天賜击败。柬埔寨国王列密提巴迭五世又跑到了暹罗。萨达二世重新当上国王，而实权却掌握在越南将军手中。越南将军直接征税，任命官吏，在柬埔寨推行顺化阮氏。不久，奥克领导菩萨省农民反抗，把越南人赶出柬埔寨，并在1749年把政权交给吉·哲塔。列密提巴迭五世之侄，托摩列谢之孙。
吉·哲塔七世在位期間，常征討柬埔寨的占婆人，又與鄭主聯合，想要一起進攻阮主。1753年，阮福濶派阮居貞攻打柬埔寨。1755年，吉·哲塔七世戰敗，離開金邊，出奔河僊，投奔鄚天賜。翌年，吉·哲塔七世通過鄚天賜，向阮主提出割讓尋奔、雷巤二府之地，希望回到柬埔寨。阮福濶接受其請求，讓他回國。死後國內發生動亂，鄚天賜送乌迭二世回國即位。

## 外部連結
- King of Cambodia （页面存档备份，存于）

| 吉·哲塔七世 出生于：1709年逝世於：1755年 | 吉·哲塔七世 出生于：1709年逝世於：1755年 | 吉·哲塔七世 出生于：1709年逝世於：1755年 |
| 統治者頭銜                               | 統治者頭銜                               | 統治者頭銜                               |
| ---------------------------------------- | ---------------------------------------- | ---------------------------------------- |
| 前任者： 薩達二世                        | 柬埔寨國王 1749年–1755年                 | 繼任者： 列密提巴迭五世                  |